# Pristolepis rubripinnis
Червоноплавце́вий пристоле́піс (Pristolepis rubripinnis) — прісноводний тропічний вид риб з роду пристолепіс (Pristolepis). Це один з нових видів, що був виявлений спільною британсько-індійською експедицією в горах Західних Гатів на півдні Індії. Результати цього дослідження були опубліковані 2012 року.
Поширений на південному заході Індії, в річках Памба (англ. Pamba River) і Чалакуді (англ. Chalakudy River) в штаті Керала.
Максимальна довжина 12,9 см.
Спинний плавець має 14 твердих променів і 14 м'яких, анальний — 3 твердих і 9 м'яких. Хребців 25.
Від інших представників роду пристолепіс відрізняється своїм забарвленям: помаранчево-червоними хвостовим і м'якими частинами спинного й анального плавців, жовтими до оранжевого черевними плавцями. Від Pristolepis marginata і Pristolepis grootii відрізняється кількістю лусок, розташованих вище і нижче від бічної лінії, а від Pristolepis fasciata — відсутністю смуг на тілі. Забарвлення плавців знайшло відображення на видовій назві цього пристолепіса.
В акваріумах вид з'явився, ще до появи його наукового опису, під торговою назвою пристолепіс «червоне око» (P. sp. ‘red eye’).